# Veron Lust
Veron Lust (Purmerend, 12 januari 1963) is een Nederlandse ultraloper en ontwikkelingshulpverlener. Hij werd zesmaal Nederlands kampioen op de 100 km. Ook is hij de eerste Nederlandse winnaar van Olne-Spa-Olne.
Hij is aangesloten bij AV NEA-Volharding.

## Ultrawedstrijden
Veron heeft de 120 van Texel gelopen en is elk jaar aanwezig in Winschoten.

## Nederlandse kampioenschappen
| Onderdeel | Jaar                               |
| --------- | ---------------------------------- |
| 100 km    | 2002, 2003, 2004, 2005, 2006, 2007 |

## Persoonlijke records
| Afstand        | Prestatie | Wedstrijd      |
| -------------- | --------- | -------------- |
| 1500 m         | 4.03,1    |                |
| 3000 m         | 8.29,7    |                |
| 5000 m         | 14.54,6   |                |
| 10.000 m       | 31.10,2   | Amsterdam      |
| 15 km          | 47.55     | Jo Moermanloop |
| halve marathon | 1:08.59   | Purmerend      |
| marathon       | 2:24.45   | Rotterdam      |
| 50 km          | 3:02.10   | Zolder         |
| 100 km         | 7:20.25   | Winschoten     |

## Prestaties
- 3e NK 15 km Junioren 1982
- 1e Elfstedentocht 1998
- WK 100 km Taiwan 1e plaats Masterploeg (W. Epskamp, T.Hendriks) 2003
- NK 100 km 2002, 2003, 2004, 2005, 2006, 2007
- 1e Zestig van Texel 2001, 2003
- 1e Olne-Spa-Olne (1e NL winnaar ooit) 2005

## Palmares

### 15 km
- 1988: 19e Zevenheuvelenloop - 49.14

### marathon
- 1999:  marathon van Schoorl - 2:34.48
- 2000:  marathon van Purmerend - 2:39.22
- 2000: 27e marathon van Amsterdam - 2:33.25

### ultra
- 1999:  Zestig van Texel - 4:05.47
- 2000:  Run Winschoten (100 km) - 7:20.25
- 2000: 4e Ultraloop Stein (6 uur) - 84,754 km
- 2001:  Ultraloop Stein (6 uur) - 87,190 km
- 2001:  Zestig van Texel - 4:10.45
- 2002:  NK (100 km) - 7:45.39
- 2003:  NK (100 km) - 7:30.43
- 2003:  Zestig van Texel - 4:12.32
- 2004:  NK (100 km) - 7:30.00
- 2005:  Zestig van Texel - 4:01.24
- 2005:  NK (100 km) - 7:46.25
- 2006:  NK (100 km) - 7:58.41 (3e overall)
- 2007:  NK (100 km) - 7:29.33
- 2007:  Zestig van Texel (120 km) - 10:20.20
- 2009: 12e Zestig van Texel - 4:56.20